# نوي هرنانديز
نوي هرنانديز (بالإسبانية: Noé Hernández)‏ هو ممثل مكسيكي، ولد في 1971 في المكسيك.

## وصلات خارجية
- نوي هرنانديز على موقع IMDb (الإنجليزية)
- نوي هرنانديز على موقع قاعدة بيانات الأفلام العربية
- نوي هرنانديز على موقع ألو سيني (الفرنسية)
- نوي هرنانديز على موقع أول موفي (الإنجليزية)
- نوي هرنانديز على موقع قاعدة بيانات الفيلم (الإنجليزية)
- نوي هرنانديز على موقع كينوبويسك (الروسية)